# Herzen im Fieber
Herzen im Fieber (Originaltitel: Torch Song) ist ein US-amerikanischer Spielfilm mit Joan Crawford aus dem Jahr 1953. 

## Handlung
Jenny Stewart ist seit Jahrzehnten ein Fixstern am Broadway. Ihre Zugkraft an der Theaterkasse ist ebenso legendär wie ihr aufbrausendes Temperament und ihre zynischen Bemerkungen gegenüber Mitmenschen, vorzugsweise Kollegen. Bei einer Probe für ihre neueste Revue herrscht sie ihren Tanzpartner an und wirft ihm Unprofessionalität vor. Sie stürmt aus dem Theater und direkt in ihr prachtvolles Appartement am Central Park, wo sie sich betrinkt, ins Bett legt und lautstark ihre Einsamkeit beklagt.
Wieder im Theater trifft Jenny auf Tye Grahame, den sie zunächst grundlos beschimpft, um sich dann zu entschuldigen, als sie erfährt, dass Tye seit einer Kriegsverletzung blind ist. Irgendwie kommen die beiden zusammen, wobei sich Jenny zuerst von Mitleid leiten lässt. Tye sagt Jenny wiederholt die Meinung, was regelmäßig zu Temperamentsausbrüchen bei der launischen Diva führt. Am Ende erkennt Jenny, wie sehr sie Tye liebt und beide werden glücklich. 

## Hintergrund
Joan Crawford gewann für ihre Darstellung in Solange ein Herz schlägt auf der Oscarverleihung 1946 den Oscar als beste Hauptdarstellerin und auch die nächsten Filme Humoreske und Hemmungslose Liebe blieben auf dem hohen Niveau. Es gab seitdem immer wieder Gespräche mit Louis B. Mayer über eine Rückkehr zu Metro-Goldwyn-Mayer und 1947 schien das geeignete Vehikel gefunden: Crawford sollte neben Clark Gable in einer dramatischen Liebesgeschichte mit dem passenden Titel Homecoming auftreten. Am Ende zerschlugen sich die Pläne und es dauerte bis 1953, ehe Crawford sozusagen zurück in ihr Nest kehren konnte. In den Jahren hatte sich die Filmindustrie jedoch gewaltig verändert und MGM war längst nicht mehr der konkurrenzlose Marktführer. Eine verfehlte Studiopolitik und interne Machtkämpfe hatten die Position von Mayer so weit geschwächt, dass er Mitte 1953 die Leitung des Studios abgeben musste. Für Crawford ging jedoch ein Herzenswunsch in Erfüllung, als ihr die Rolle der Jenny Stewart angeboten wurde. Die Gelegenheit ergab sich jedoch erst, nachdem die Schauspielerin sich entschlossen hatte, die weibliche Hauptrolle in der Verfilmung des Romans Verdammt in alle Ewigkeit aufgrund künstlerischer Differenzen abzulehnen.
Herzen im Fieber bot zahlreiche Bezüge auf Crawfords eigene Karriere. Die Schauspielerin war als Revuetänzerin am Broadway aufgetreten und hatte seit 1928 in zahlreichen Filmen gesungen und getanzt. Auch die Rolle der Mrs. Stewart, die wie der Rest der Familie mehr als gut auf Kosten von Jenny leben, wies eine Parallele zu Crawford eigener häuslicher Misere auf. Sie unterstützte über Jahrzehnte ihre arbeitslose Mutter und ihren Bruder, der immer wieder mit dem Gesetz in Konflikt kam. Die Rückkehr von Crawford auf das MGM-Studiogelände wurde von der Presse wie die Heimkehr einer verlorenen Tochter inszeniert. Das Studiotor wurde mit Blumengirlanden und einem riesigen Schild mit der Aufschrift WELCOME BACK, JOAN geschmückt, Joan Crawford wurde persönlich von der gesamten Führungsriege empfangen und sie bekam die größte verfügbare Garderobe auf dem Gelände zugewiesen. 
Die Probleme mit der Produktion begannen jedoch bereits unmittelbar nach ihrer Ankunft. Das Budget wurde drastisch gekürzt und die Drehzeit auf maximal 18 Tage beschränkt. Daraufhin gab es Unstimmigkeiten mit dem Co-Star Michael Wilding. Crawford und er konnten sich nicht ausstehen, was sich auf die gemeinsamen Szenen auswirkte. Es stellte sich heraus, dass Crawford zwar physisch sehr gut in Form war, den tänzerischen Anforderungen an die Rolle jedoch nicht gewachsen schien. Insoweit beschränkten sich die Auftritte der Schauspielerin auf einfache Schrittfolgen und leichte Drehungen. Eine weitere Herausforderung bildete die Singstimme von Crawford, die zwar über einen angenehmen Contraalt verfügte, der mit den Jahren jedoch erheblich an Volumen eingebüßt hatte. Sämtliche Lieder wurden daher von India Adams aufgenommen, während Crawford im Film selber nur die Lippen bewegt. 
Die Schwierigkeiten rissen damit nicht ab. Herzen im Fieber war der erste Technicolor-Film für Crawford, abgesehen von kurzen Sequenzen in Tanz auf dem Eis von 1939 und einem Cameo-Auftritt in Ein tolles Gefühl 10 Jahre später. Der Farbfilm hatte ganz bestimmte Anforderungen an das Make-up der Schauspieler, was Crawford jedoch nicht davon abhielt, auf ihrer erprobten, für die Lichtführung und Aufnahmetechnik bei einem Schwarz-Weiß-Film abgestimmten Aufmachung zu bestehen. Auf der Leinwand wirkte das Gesicht der Schauspielerin daher überschminkt. Gleichzeitig hatte sie sich ihre Haare leuchtend rot gefärbt, was im Kontrast zu der nicht sehr dezenten Schminke unvorteilhaft wirkte. Die Kostüme von Helen Rose entsprachen ebenfalls nicht dem Standard, der sonst für Joan Crawford üblich war, und ließen die Schauspielerin, die ansonsten strenge Linien und betonte Taillen bevorzugte, matronenhaft aussehen. Dazu kam eine Farbauswahl durch die Designerin, die vor allem Beige und Grau mit kräftigem Grün und Gelb kontrastierte.
Herzen im Fieber wurde einhellig von Kritik und Publikum abgelehnt. Die Pläne auf einen zweiten Film bei MGM zerschlugen sich. 
Der Song Two-Faced Woman war ursprünglich von India Adams für Cyd Charisse in dem Musical Vorhang auf! aufgenommen worden, jedoch aus der Endfassung herausgeschnitten worden.
Joan Crawford ließ sich bei ihrer Beurteilung einige Jahrzehnte später mehr von ihren sentimentalen Gefühlen gegenüber MGM leiten als von der tatsächlichen Qualität des Films.

„Lieber Himmel, zurück bei Metro, nach all den Jahren...es war wie eine Heimkehr und die Hälfte der Leute auf dem Set, die Handwerker und Gehilfen..alle erinnerten sich an mich und ich mich an sie. Ich habe die Arbeit an dem Film geliebt. Ich hatte die Chance, wieder zu tanzen, vorzugeben zu singen und echte Gefühle zu zeigen und das alles in Farbe! [...] Es war eine wunderbare Gelegenheit für eine Schauspielerin, besonders, wenn sie ein bestimmtes Alter erreicht hatte. Sie schreiben einfach keine Filme wie diesen mehr, oder?“

## Kinoauswertung
Mit Kosten in Höhe von 1.029.000 US-Dollar war Herzen im Fieber eine vergleichsweise günstige Produktion. An der Kinokasse erwies sich der Film als wenig populär und brachte es in den USA auf lediglich 1.135.000 US-Dollar, zu denen weitere Einnahmen von 533.000 US-Dollar aus dem Ausland hinzukamen. Bei einem kumulierten Gesamtergebnis von nur 1.668.000 US-Dollar verbuchte das Studio am Ende einen Verlust von 260.000 US-Dollar.

## Kritiken
Der Film wurde von den zeitgenössischen Kritikern nicht sehr freundlich aufgenommen. 
A.W. schrieb in der New York Times eher zurückhaltend:

„"Torch Song" [...] betont Joan Crawfords bekannten Charme noch durch Technicolor [...]. Miss Crawford, so fair muss man sein, sah nie besser aus, allerdings ist "Torch Song" nicht unbedingt besonders innovativ als Film.“

Otis L. Guernsey, Jr, ein bekennender Anhänger der Schauspielerin, äußerte sich im New York Herald Tribune vergleichsweise positiv:

„Joan Crawford hat wieder eine ihrer Star-Rollen [...]. Sie tanzt, sie gibt vor zu singen, sie gestattet es huldvoll, das ihr breiter Mund und ihre ausdrucksvollen Augen in Technicolor aufgenommen werden [...]. Hier ist Joan Crawford allumfassend auf der Leinwand, immer Herrin der Lage, verliebt und in Farbe, ein echter Filmstar in einer sorgfältig auf sie ausgerichteten Ein-Frau-Show.“

Jahrzehnte später gab MonsterHunter.com eine eher zynische Einschätzung ab: 

„Dieser Film lässt einen schon im Zweifel darüber, was sich MGM dabei gedacht hat, sie aus ihrem Exil bei Warner Brothers zurückzuholen. Er ist so unsympathisch und übertrieben wie das Make-Up von Joan (das sie sogar im Bett trägt).“

## Auszeichnungen
Der Film ging in die Oscarverleihung 1954 mit einer Nominierung in der Kategorie
- Beste Nebendarstellerin - Marjorie Rambeau